# Лепёхинский тупик
Лепёхинский тупик — тупик в центре Москвы в Земляном Городе за Покровскими воротами. Примыкает к чётной стороне улицы Покровка перед домом № 22.

## Происхождение названия
Назван в 1922 году по находившемуся в нём с конца XIX века Лепёхинскому городскому родильному дому. Ранее назывался Покровский тупик по улице Покровка, к которой примыкал. В середине XIX века назывался Переулок Тупик.

## История
Первоначально это был переулок, проходивший параллельно стене Белого города от Покровки до современного Казарменного переулка. В 1766—1769 годах на левой стороне переулка построен флигель усадьбы Апраксина. В 1792 году за флигелем был выстроен дом, переживший пожар 1812 года, в котором в конце XIX века на средства Лепёхина была устроена лечебница и родильный дом. В 1798 году после постройки Покровских казарм переулок превратился в тупик. В 1890 году в лечебнице построена церковь Преподобного Сергия. В советское время в помещениях Лепёхинского родильного дома разместился Московский областной научно-исследовательский институт акушерства и гинекологии (Лепёхинский тупик, 3). В 1938 году дома по правой стороны тупика были снесены и на их месте разбит сквер Чернышевского. «После устройства сквера на месте снесённого углового дома Лепёхинский тупик почти совсем исчез». Однако название тупика было упразднено только в 1984 году. Здания, числившиеся по тупику, получили номера 22а, корп. 1 и 22а, корп. 2 по улице Покровка. В 2000-е годы название тупика восстановлено.

## Примечательные здания и сооружения
- № 3 — Лепёхинская больница (амбулатория и анатомический корпус — 1907, архитектор Д. В. Шапошников; родильный дом — 1904, архитектор В. И. Мясников, 1907, архитектор Д. В. Шапошников)